# Андроцентризам
Андроцентризам је оријентација или скуп веровања која културу, историју и социјалне односе тумачи и процењује из искључиво мушке перспективе и тежи да изузме, игнорише перспективу и искуство жена као и односе са женама.